# Monasterio de la Merced (Huete)
El monasterio de la Merced es un edificio de la localidad española de Huete, en la provincia de Cuenca.

## Historia

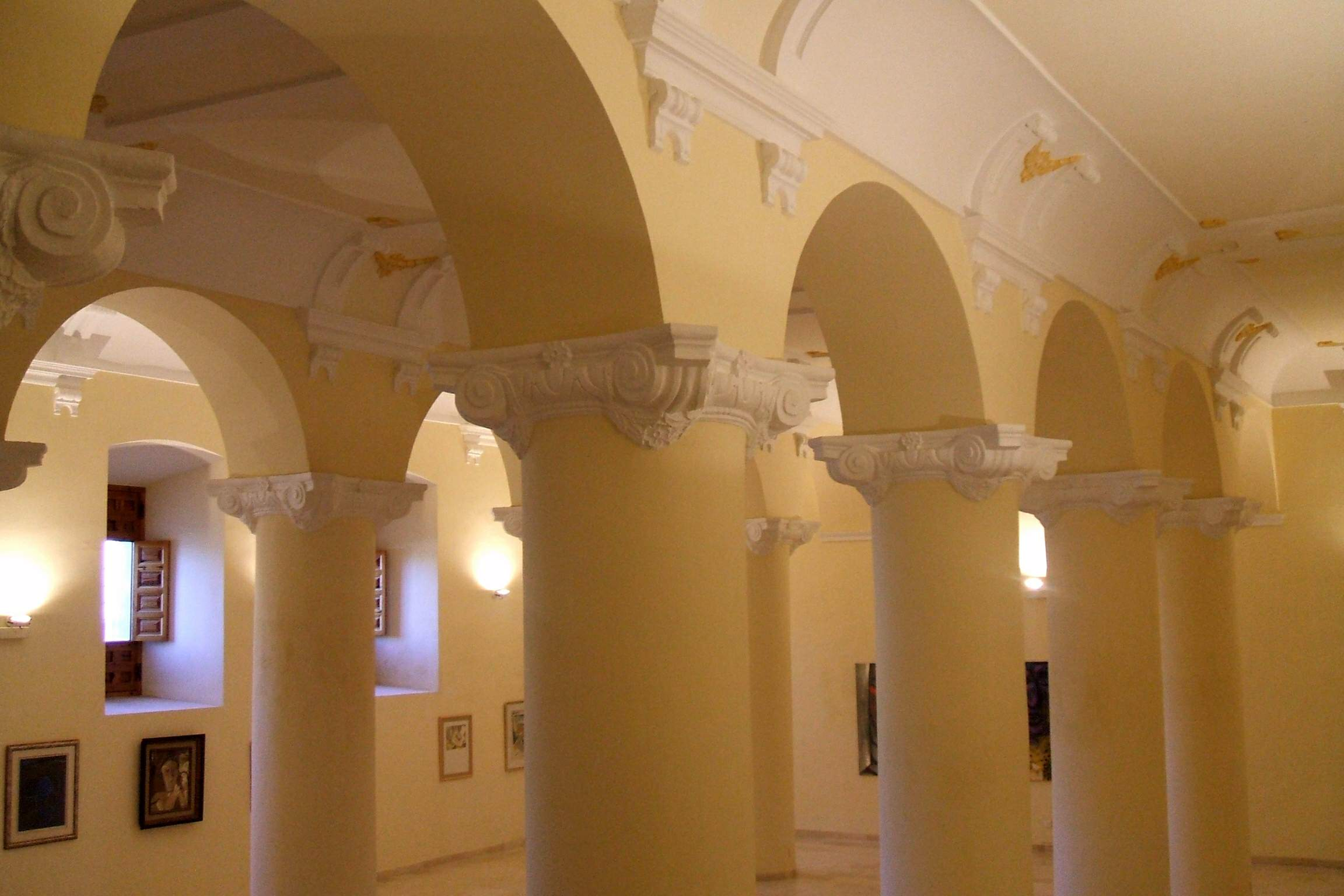
Museo de Arte Contemporáneo Florencio de la Fuente

José María Quadrado atribuye la grandiosidad del inmueble a la indiana opulencia del religioso que lo costeó, refiriéndose seguramente a fray Marcos de Salmerón, nacido en Buendía en 1588 pero residente desde niño en Huete, donde estudió y profesó en la Orden de la Merced en 1603, llegando a maestro general de la orden en 1642. Fallecido en Madrid, su cadáver fue trasladado al convento de Huete y se le enterró en la capilla de San José, que él mismo había edificado. La iglesia, de estilo barroco, fue construida entre 1648 y 1684, fruto de un proyecto del arquitecto madrileño José de Arroyo.
Durante la Guerra Civil (1936-1939), al quedar encuadrado dentro de la zona republicana, el edificio fue utilizado como hospital de las Brigadas Internacionales. Terminado el conflicto con la victoria de las tropas franquistas, el Cuerpo de Ejército de Urgel organizó allí de forma provisional un campo de concentración de prisioneros republicanos. Operó, aparentemente, durante unos días, cerrando sus puertas el 20 de abril de 1939; llegaron a congregarse en este recinto 650 detenidos.
El 19 de febrero de 1992 el inmueble fue declarado Bien de Interés Cultural mediante un decreto publicado el 4 de marzo de ese mismo año en el Diario Oficial de Castilla-La Mancha, con la rúbrica del presidente de la comunidad autónoma, José Bono, y el consejero de Educación y Cultura, Juan Sisinio Pérez Garzón.
A comienzos del siglo XXI, el interior del edificio albergaba el Museo de Arte Contemporáneo Florencio de la Fuente, entre otras dependencias.

## Descripción

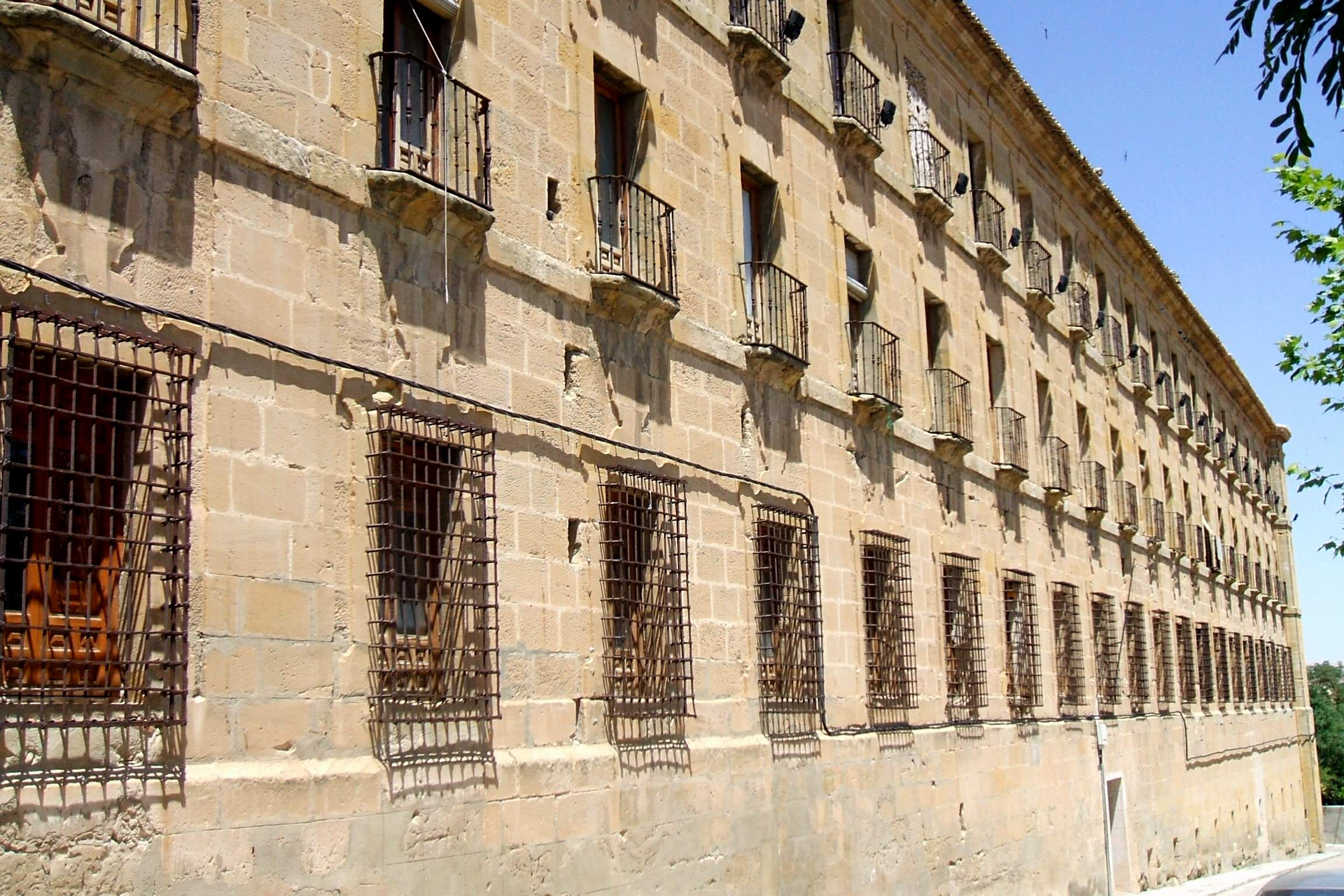
Vista de un lateral

El monasterio se ubica en el número 1 de la calle de San Esteban de la localidad conquense de Huete, en Castilla-La Mancha. José María Quadrado atribuye su grandiosidad a la indiana opulencia del religioso que lo costeó, refiriéndose seguramente a fray Marcos de Salmerón, nacido en Buendía en 1588 pero residente desde niño en Huete, donde estudió y profesó en la Orden de la Merced en 1603, llegando a maestro general de la orden en 1642. Fallecido en Madrid, su cadáver fue trasladado al convento de Huete y se le enterró en la capilla de San José, que él mismo había edificado.

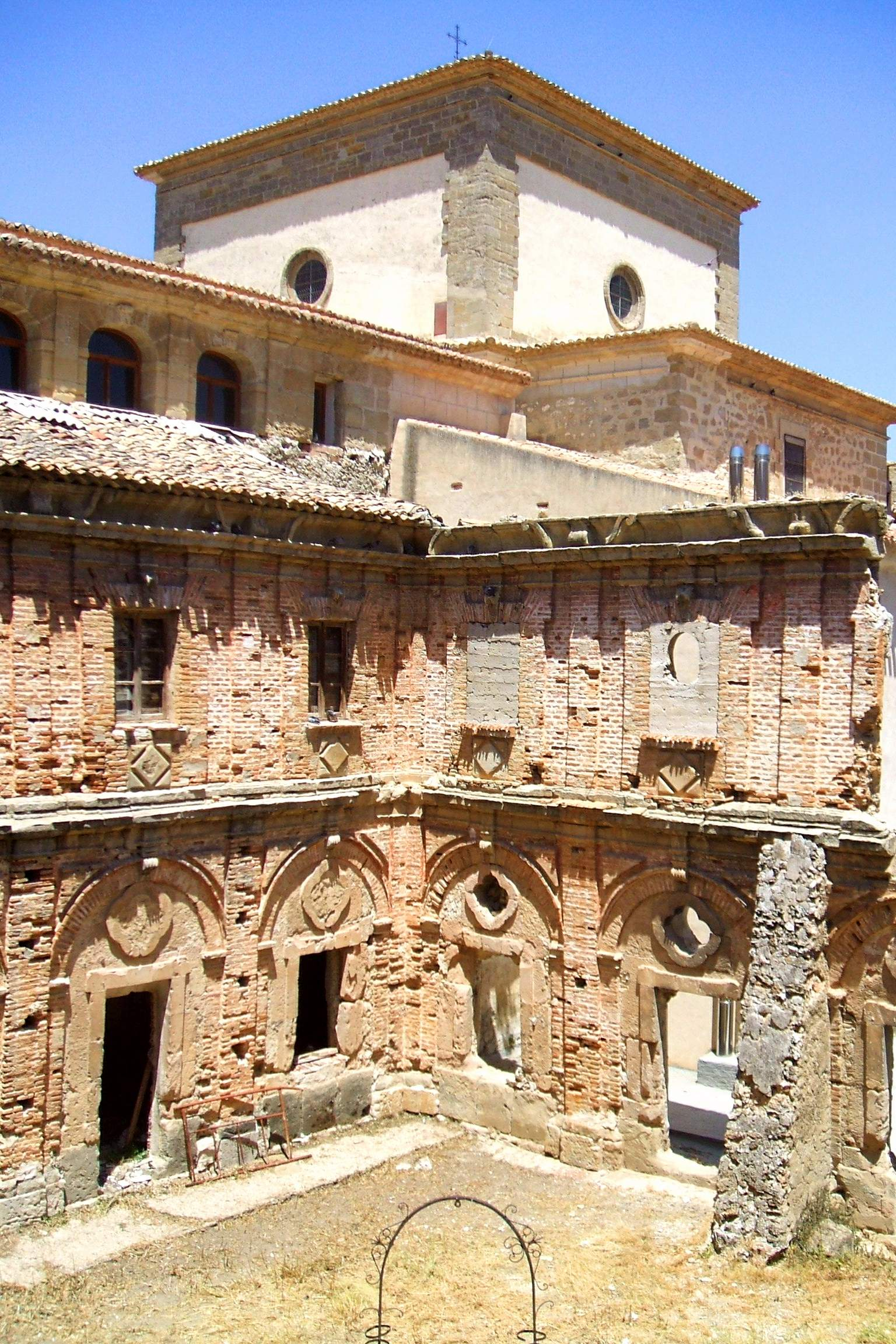
Patio

El conjunto del convento de la Marced constituye una construcción de gran tamaño estructurada en una planta de forma aproximadamente rectangular, ocupando la iglesia la mitad norte de dicha planta. De estilo barroco, su fachada se articula en tres órdenes, dos de ellos de balcones y uno de rejas. En su interior posee dos patios, el mayor con el mismo estilo que las fachadas y el menor, del siglo XVII, con claustro cerrado alternando entre ladrillo y piedra. Del edificio del convento se destaca su gran sala capitular en la cual por ser de las mejores que tenía la Orden se celebraron varios capítulos generales de la Orden Mercedaria. La iglesia presenta una planta de cruz latina, con crucero rematado por una gran cúpula, capillas laterales y coro en alto a los pies. Tiene su acceso desde el exterior, habiendo desaparecido las conexiones que tuvo en su día, con el resto del conjunto. La entrada se realiza a través de un zaguán de planta trapezoidal, a través de este espacio también se realiza el cambio de eje que se produce entre la puerta de la nave del templo con el de la puerta exterior, que se organiza simétricamente en la gran fachada de pilastras. Dicha fachada está formada por un gran muro de sillería labrada, de orden gigante y apilastrado clásico, que remata con una gran cornisa de piedra labrada.
La nave principal, los brazos del crucero y el presbiterio se cubren con bóveda de cañón, a lo largo de estas bóvedas existen lunetos apuntados como intersección de estas con los arcos de los huecos laterales. Las capillas se cubren con bóveda de arista. El crucero está rematado por una cúpula apoyada sobre pechinas. Al fondo del presbiterio existe un camarín que, en origen, se situaba a mayor altura que el nivel del presbiterio, para enfatizar la situación de la imagen allí ubicada, dejando debajo una pequeña cripta que sirvió durante años como cementerio de los monjes del convento. Más tarde quedó cegada, perjudicando, por los empujes horizontales que transmitía, a los muros laterales.
Sobre los dos primeros arcos de la nave, a los pies, se encuentra el coro, que en alto se apoya en arcos rebajados. Desde el brazo lateral derecho del crucero se accede a una capilla que, en principio, fue la sacristía. Esta se trasladó a continuación, en lo que fue el vestíbulo de conexión, con una escalera, de paso al convento. Sobre las capillas laterales derechas se sitúan unas habitaciones denominadas «de enfermos», que presenta orientación sur y abren una ventana sobre el interior del templo.